# Dactylopetalum
Dactylopetalum é um género botânico pertencente à família Rhizophoraceae.